# 46º parallelo nord
Il 46º parallelo dell'emisfero boreale è il luogo dei punti della superficie terrestre aventi la latitudine di 46 gradi a nord dell'equatore. Attraversa l'Europa, l'Asia, l'Oceano Pacifico, il Nord America e l'Oceano Atlantico. A questa latitudine il sole è visibile per 15 ore, 45 minuti durante il solstizio d'estate e 8 ore, 38 minuti durante il solstizio d'inverno.

## Punti toccati dal parallelo nel Mondo

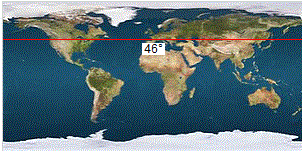
46° paralleli Nord

Partendo dal meridiano di Greenwich e andando verso Est, il 46º parallelo Nord attraversa i seguenti stati e mari:
| Coordinate       | Stato, territorio o mare  | Note |
| ---------------- | ------------------------- | --- |
| 46°00′N 0°00′E   | Francia                   | |
| 46°00′N 7°00′E   | Svizzera                  | |
| 46°00′N 7°53′E   | Italia                    | Attraversa il Lago Maggiore |
| 46°00′N 8°49′E   | Svizzera                  | Attraversa il Lago di Lugano |
| 46°00′N 9°01′E   | Italia                    | Attraversa il Lago di Como |
| 46°00′N 13°29′E  | Slovenia                  | Passa a sud di Lubiana |
| 46°00′N 15°42′E  | Croazia                   | |
| 46°00′N 17°18′E  | Ungheria                  | |
| 46°00′N 19°04′E  | Serbia                    | Per circa 7 km |
| 46°00′N 19°09′E  | Ungheria                  | Per circa 4 km |
| 46°00′N 19°12′E  | Serbia                    | Per circa 2 km |
| 46°00′N 19°14′E  | Ungheria                  | Per circa 5 km |
| 46°00′N 19°18′E  | Serbia                    | Passa a sud di Subotica |
| 46°00′N 20°22′E  | Romania                   | |
| 46°00′N 28°06′E  | Moldavia                  | |
| 46°00′N 28°55′E  | Ucraina                   | Oblast' di Odessa — passa a sud di Bilhorod-Dnistrovs'kyj |
| 46°00′N 30°22′E  | Mar Nero                  | |
| 46°00′N 33°37′E  | Ucraina                   | Crimea (rivendicato e controllato dalla Russia) — passa a sud di Armjans'k Oblast' di Cherson — passa attraverso la penisola di Chonhar e la Striscia di Arabat |
| 46°00′N 34°51′E  | Mar d'Azov                | |
| 46°00′N 37°56′E  | Russia                    | |
| 46°00′N 48°55′E  | Mar Caspio                | |
| 46°00′N 52°55′E  | Kazakistan                | Passa attraverso il lago d'Aral e il Lago Balqaš |
| 46°00′N 82°30′E  | Cina                      | Xinjiang |
| 46°00′N 91°00′E  | Mongolia                  | |
| 46°00′N 116°18′E | Cina                      | Mongolia Interna Jilin - per circa 7 km Mongolia Interna Jilin Heilongjiang — passa a circa 30 km a nord di Harbin                                              |
| 46°00′N 133°41′E | Russia                    | Territorio del Litorale |
| 46°00′N 137°51′E | Mar del Giappone          | |
| 46°00′N 141°58′E | Russia                    | Isola di Sachalin |
| 46°00′N 142°07′E | Mare di Ochotsk           | |
| 46°00′N 149°56′E | Russia                    | Isola di Urup, Isole Curili |
| 46°00′N 150°13′E | Oceano Pacifico           | |
| 46°00′N 123°56′W | Stati Uniti               | Oregon Washington Confine Washington/Oregon Idaho Montana Confine Dakota del Nord/Dakota del Sud Minnesota Wisconsin Michigan                                   |
| 46°00′N 85°37′W  | Lago Michigan             | |
| 46°00′N 85°00′W  | Stati Uniti               | Michigan - Penisola superiore del Michigan e isola Drummond |
| 46°00′N 83°30′W  | Lago Huron                | North Channel (Ontario) - passa a nord dell'isola Cockburn (Ontario) e dell'isola Manitoulin, Ontario, Canada                                                   |
| 46°00′N 82°13′W  | Canada                    | Ontario Quebec |
| 46°00′N 70°17′W  | Stati Uniti               | Maine |
| 46°00′N 67°47′W  | Canada                    | Nuovo Brunswick Nuova Scozia (per circa 2 km) |
| 46°00′N 64°00′W  | Stretto di Northumberland | |
| 46°00′N 62°54′W  | Canada                    | Isola del Principe Edoardo |
| 46°00′N 62°28′W  | Stretto di Northumberland | |
| 46°00′N 61°33′W  | Canada                    | Nova Scotia - Isola del Capo Bretone |
| 46°00′N 59°51′W  | Oceano Atlantico          | |
| 46°00′N 1°23′W   | Francia                   | Isola d'Oléron e la terraferma |